# Францішек Ксаверій Матейко

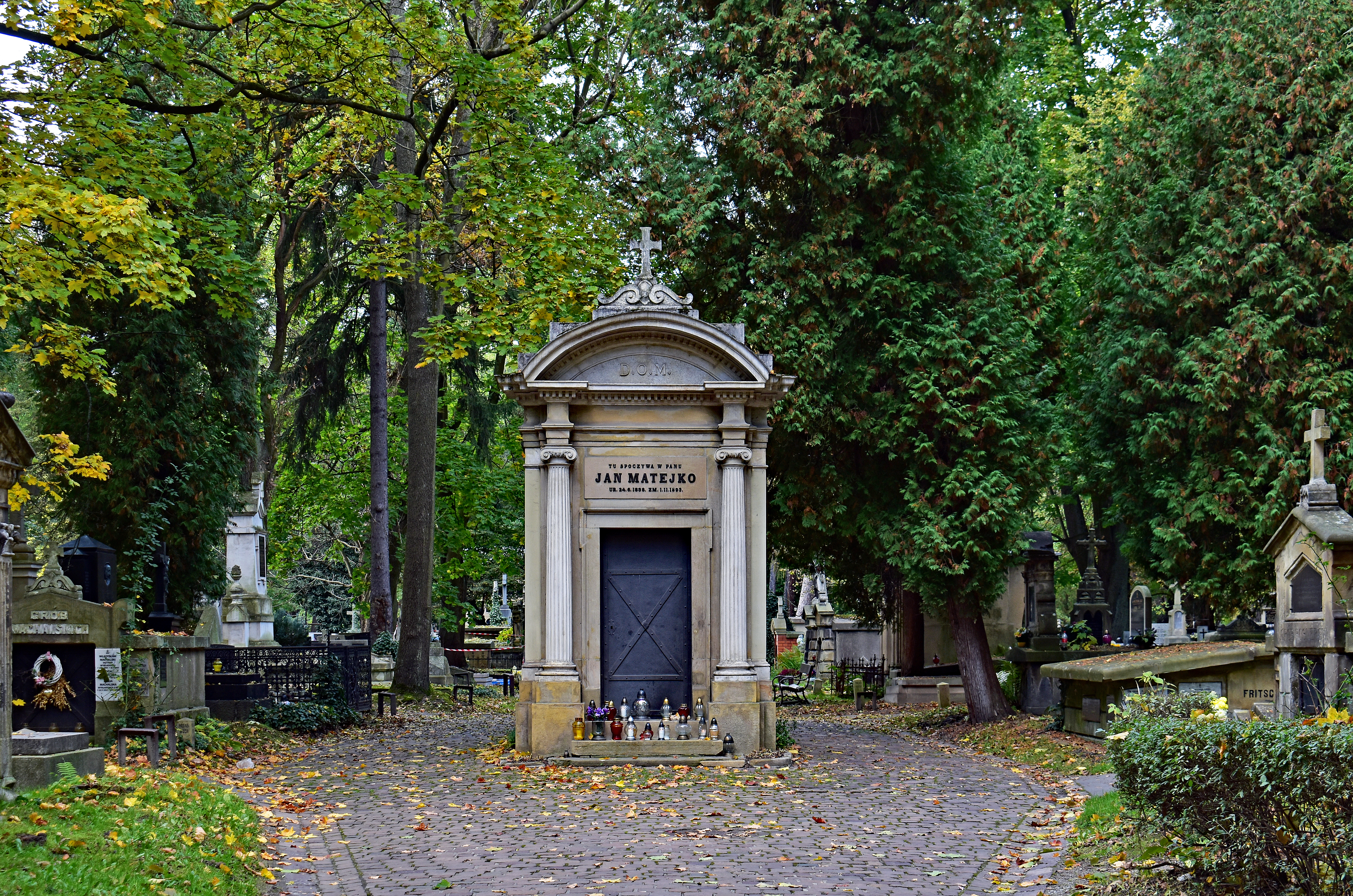
Раковицький цвинтар. Могила Матейків, де поховані батьки Яна Матейка.

Францішек Ксаверій Матейко ( нар. 1789 р . або 13 січня 1793 р. в Рудніце поблизу Градец Кралове, пом. 26 жовтня 1860 у Кракові ) — батько Яна Матейка — приватний вчитель та вчитель музики.
Походив із сільської родини. Після смерті матері він жив у свого дядька, отця Урбанека, в Оломоуці . Він вивчав музику в Градець-Кралове, потім виїхав до Галичини і став репетитором у родині Водзіцьких у Косцельниках . Він виїхав до Кракова, де 22 листопада 1826 р. одружився з Іоаною Кароліною Россберг (1802-1845), яка походила із заможної польсько-німецької родини шорника, дочкою шляхтича Яна Пьотра Россберга та Анни Маріанни Туш. Подружжя оселилося в Кракові на вулиці Флоріанській . У них було одинадцятеро дітей.